# Nanna Koch
Nanna Koch (* 1963 in Kaiserslautern) ist eine deutsche Violinistin, Musikwissenschaftlerin und Komponistin.

## Ausbildung
Nanna Koch erhielt im Alter von fünf Jahren den ersten Klavierunterricht am Pfälzischen Konservatorium Kaiserslautern, bald darauf auch Violinunterricht. Noch während der Schulzeit begann sie das Vorstudium an der Musikhochschule (MHS) Saarbrücken bei Henri Lewkovicz (Violine) und bei Jean Micault (Klavier). Nach dem Abitur wählte sie zunächst beide Instrumente als Hauptfächer an der MHS Saarbrücken, entschied sich dann aber zugunsten der Violine und setzte ihre Studien bei Wolfgang Schneiderhan an der Musikhochschule Wien (Diplom mit Auszeichnung, 1986) und bei Dorothy DeLay an der Juilliard School New York (Advanced Certificate, 1990) fort. Im Rahmen eines Stipendiums der Herbert-von-Karajan-Stiftung absolvierte sie von 1987 bis 1989 ein Praktikum beim Berliner Philharmonischen Orchester. In dieser Zeit musizierte sie regelmäßig als Aushilfe unter der Leitung von Herbert von Karajan, Claudio Abbado, Lorin Maazel, Seiji Ozawa u. a. Neben ihrer Tätigkeit beim Württembergischen Kammerorchester Heilbronn schloss Nanna Koch im Frühjahr 2002 das Studium der Hauptfächer Musikwissenschaft und Germanistik an der Universität Heidelberg mit der Promotion über Quintette von Domenico Dragonetti ab (Doktormutter: Silke Leopold).

## Leben
Von 1991 bis 1992 war Nanna Koch dritte Konzertmeisterin des Philharmonischen Orchesters Kopenhagen. Hier gab sie 1992 ihr Debüt mit dem Violinkonzert von J. Brahms unter der Leitung von Frans Rasmussen. 1992 übernahm sie die Position der stellvertretenden Konzertmeisterin des Württembergischen Kammerorchesters Heilbronn. Mit diesem Klangkörper ist sie seither, auch solistisch, weltweit unterwegs.
Als Stipendiatin der internationalen Rotary-Stiftung Evanston/Illinois, der Ida & Albert Flersheim-Stiftung Luzern und der Studienstiftung des deutschen Volkes sowie als Preisträgerin der internationalen Wettbewerbe Città di Stresa und Rodolfo Lipizer gastiert sie in Europa und USA (Internationale Musikfestwochen Luzern, Schleswig-Holstein-Musikfestival, Primavera Musicale di Vercelli, Bar Harbor-Festival/Maine, Kammermusiksaal der Philharmonie, Berlin). Rundfunkproduktionen und -mitschnitte bei Radio Bremen, WDR, HR, SR, SWR und BR. Bei eigenen Auftritten bevorzugt Nanna Koch Literatur für Violine solo und für Viola solo von J. S. Bach bis zur Gegenwart.
Für ihren Einsatz für Neue Musik erhielt sie 2008 den Förderpreis des Förderkreises für Neue Musik Heilbronn e. V. Daraus ging ein Kompositionsauftrag an Ib Hausmann hervor. Das Musikmärchen Der Spielmann nach Selma Lagerlöf von Ib Hausmann und Nanna Koch wurde am 11. September 2010 im Deutschhof (Heilbronn) uraufgeführt. Zuschüsse der Sparkassenstiftung Heilbronn und der Freimaurerloge Zum Brunnen des Heils haben zahlreiche Schulaufführungen in der Region Heilbronn ermöglicht. Im Juni 2015 wurde Nanna Koch zur 1. Vorsitzenden des Förderkreises für Neue Musik Heilbronn e. V. gewählt.

## Veröffentlichungen
- Konzertante Kuriositäten. Die Quintette für Solo-Kontrabaß bzw. Solo-Violine und Streicher von Domenico Dragonetti (1763–1846). Quellenstudien, Analyse und Edition nach Add. Ms. 17726, The British Library, London. Lang, Frankfurt am Main 2002, ISBN 3-631-50297-4 (Europäische Hochschulschriften, Reihe 36: Musikwissenschaft. Band 227)
- Dragonetti, Domenico: Quintett in B-Dur: für Solo-Kontrabass (Solo-Violine), Violine, 2 Violen und Basso (Violoncello). Partitur, Solostimme durchges. von Vladislav Riabokon. Erstdr. - Wien [u. a.]: Doblinger, 2006. - 24 S.; 30 cm. - (Diletto musicale; 1364), ISMN M-012-19328-9.
- Zwischen hagiographischer Stilisierung und Illusionsbrechung. Diskurse in ausgewählten Käthchen-Opern des 19. Jahrhunderts. In: Günther Emig (Hrsg.): Heilbronner Kleist-Blätter, 18, 2006, ISBN 3-931060-89-6, S. 108–146.
- Dragonetti, Domenico: Quintett in C-Dur: für Solo-Kontrabass (Solo-Violine), Violine, 2 Violen und Basso (Violoncello). Partitur, Solostimme durchges. von Vladislav Riabokon. Erstdr. - Wien [u. a.]: Doblinger, 2008. - 24 S.; 30 cm. - (Diletto musicale; 1365), ISMN M-012-19329-6.
- Dragonetti, Domenico: Quintett in g-Moll: für Solo-Kontrabass (Solo-Violine), Violine, 2 Violinen und Basso (Violoncello). Partitur, Solostimme durchges. von Vladislav Riabokon. Erstdr. - Wien [u. a.]: Doblinger, 2010. - 26 S.; 30 cm. - (Diletto musicale; 1366), ISMN 979-0-012-19330-2.
- Zeit zum Stillstand gebracht. Gedanken zu Charlotte Seithers „Schatten und Klarsein. Verse für Heinrich von Kleist“. In: Günther Emig (Hrsg.): Heilbronner Kleist-Blätter, 24, 2009/10, ISBN 978-3-940494-56-6, S. 312–328.
- „The Marquesa of O“. Libretto von Norman Rosten zur gleichnamigen Oper von Elie Siegmeister. In: Günther Emig (Hrsg.): Heilbronner Kleist-Blätter, 26, 2014, ISBN 978-3-940494-67-2, S. 118–154.
- Love Story, Mystery Tale, Women‘s Lib. Gedanken zu einer »Marquise«-Oper von Norman Rosten und Elie Siegmeister. In: Günther Emig (Hrsg.): Heilbronner Kleist-Blätter, 27, 2015, ISBN 978-3-940494-72-6, S. 262–290.
- „Das Heldische und das Menschliche“. Anmerkungen zu zwei Kleist-Schauspielmusiken von Jörg Faerber. In: Günther Emig (Hrsg.): Heilbronner Kleist-Blätter, 2016, ISBN 978-3-940494-78-8, S. 326–353.